# ستيفانوس أتاناسياديس
ستيفانوس أتاناسياديس (باليونانية: Στέφανος Αθανασιάδης)‏ (24 ديسمبر 1988 خالكيذيكي اليونان - ) هو لاعب كرة قدم يوناني، يلعب كمهاجم.

## مسيرته الكروية
لعب ستيفانوس أتاناسياديس خلال مسيرته الاحترافية مع 4 أندية في ثلاثة عشر موسمًا وسجل خلالها 69 هدفًا ضمن 234 مباراة. حيث فاز في موسم واحد بالكأس ولم يفز بأي دوري.
خاض ستيفانوس أتاناسياديس مسيرته مع نادي باوك في موسم 2006–07 في المرة الأولى واستمر معه طيلة ثلاثة مواسم ثم في موسم 2010–11 ليلعب معه سبعة مواسم، مشاركًا طوالها في 174 مباراة سجل خلالها 63 هدفًا. ثم انتقل إلى نادي بانسيريكوس في موسم 2009–10 لمدة موسم واحد، حيث شارك في 21 مباراة سجل خلالها 3 أهداف. لينتقل بعدها إلى نادي مكابي حيفا في موسم 2017–18 لمدة موسم واحد، مشاركًا في 16 مباراة سجل خلالها هدفًا واحدًا. ثم انتقل إلى نادي باس جيانينا في موسم 2018–19 لمدة موسم واحد، مشاركًا في 23 مباراة سجل خلالها هدفين.

## روابط خارجية
- ستيفانوس أتاناسياديس على موقع الاتحاد الأوربي (الإنجليزية)
- ستيفانوس أتاناسياديس على موقع إي إس بي إن إف سي (الإنجليزية)
- ستيفانوس أتاناسياديس على موقع قاعدة بيانات كرة القدم.إي يو (الإنجليزية)
- ستيفانوس أتاناسياديس على موقع ناشيونال فوتبول تيمز (الإنجليزية)
- ستيفانوس أتاناسياديس على موقع Soccerway.com (الإنجليزية)
- ستيفانوس أتاناسياديس على موقع عالم كرة القدم.نت (الإنجليزية)
- ستيفانوس أتاناسياديس على موقع AS.com (الإسبانية)